# Marlena Wesh
Marlena Hilari Wesh (* 16. Februar 1991 in Virginia Beach, Vereinigte Staaten) ist eine ehemalige haitianisch-US-amerikanische Leichtathletin, die sich auf den Sprint spezialisiert hat. Ihr Bruder Darrell Wesh war ebenfalls als Leichtathlet aktiv. Aktuell ist sie Inhaberin der Landesrekorde über 200 und 400 Meter.

## Sportliche Laufbahn
Erste internationale Erfahrungen sammelte Marlena Wesh, die ein Studium an der University of Oklahoma absolvierte und später an die Clemson University transferierte, bei den CAC-Meisterschaften 2011 in Mayagüez, bei denen sie im 200-Meter-Lauf mit 24,08 s in der Vorrunde ausschied und über 400 Meter in 54,49 s den achten Platz belegte. Im Jahr darauf gewann sie bei den U23-NACAC-Meisterschaften in Irapuato in 51,23 s die Silbermedaille im 400-Meter-Lauf hinter der US-Amerikanerin Rebecca Alexander und stellte damit einen neuen haitianischen Landesrekord auf. Anschließend nahm sie an den Olympischen Sommerspielen in London teil und schied dort mit 52,49 s im Halbfinale über 400 Meter aus und verzichtete kurzfristig auf einen Start über 200 Meter. Zudem war sie die Fahnenträgerin Haitis während der Abschlussveranstaltung der Spiele. 2014 schied sie bei den Zentralamerika- und Karibikspielen in Xalapa mit 12,80 s in der ersten Runde im 100-Meter-Lauf aus und im Jahr darauf kam sie bei den Panamerikanischen Spielen in Toronto im Vorlauf über 400 Meter nicht ins Ziel. In den darauffolgenden Jahren bestritt sie nur noch vereinzelt Wettkämpfe, ehe sie 2019 ihre aktive sportliche Karriere im Alter von 28 Jahren beendete.

## Persönliche Bestleistungen
- 100 Meter: 11,70 s (+0,7 m/s), 19. März 2011 in Coral Gables
- 200 Meter: 23,06 s (−0,3 m/s), 21. April 2011 in Charlottesville (haitianischer Rekord)
  - 200 Meter (Halle): 23,47 s, 26. Februar 2011 in Blacksburg (haitianischer Rekord)
- 400 Meter: 51,23 s, 7. Juli 2012 in Irapuato (haitianischer Rekord)
  - 400 Meter (Halle): 52,21 s, 4. Februar 2012 in New York City (haitianischer Rekord)